# Andrej Voznesenskij
Andrej Andrejevitj Voznesenskij (ryska: Андре́й Андре́евич Вознесе́нский), född 12 maj 1933 i Moskva, död 1 juni 2010 i Moskva, var en rysk poet och sångtextförfattare.

## Biografi
Tillsammans med Jevgenij Jevtusjenko räknas Voznesenskij till de ledande ryska poeterna i efterkrigstiden. Efter att en brand förhindrade honom från att avlägga examen i arkitektur 1957 debuterade han på Boris Pasternaks inrådan som poet. Han framträdde som en lyrisk formexperimenterande modernist i anknytning till Andrej Belyj och Velimir Chlebnikov.
Voznesenskijs första verk "Mastera" publicerades 1959 och samma år kom dikten "Goja". Året därpå kom hans två första diktsamlingar Mosaikk och Parabola. Han utgav därefter flera diktsamlingar och fick 1979 en statlig utmärkelse för sin poesi.
Han har också skrivit sångtexter, däribland Alla Pugatjovas största hit "Miljoner rosor" med musik av Raimonds Pauls.

## Utmärkelser
Asteroiden 3723 Voznesenskij är uppkallad efter honom.

## Svenska översättningar
- [Dikter]. Ingår i antologin Unga ryska poeter (översättning Hans Björkegren, Wahlström & Widstrand, 1963)
- [Dikter]. Ingår i antologin Det trekantiga päronet: 3 x 13 dikter (översättning Lars Bäckström [m.fl.], Rabén & Sjögren, 1965)
- Ljudets skugga (inledning, urval och tolkning av Hans Björkegren, Wahlström & Widstrand, 1971)